# 绍米济
绍米济（法語：Chaumuzy，法語發音：[ʃomyzi]）是法国马恩省的一个市镇，位于该省西北部，属于兰斯区。

## 地理
绍米济（49°10'31"N, 3°51'51"E）面积19.94 平方千米，位于法国大東部大區马恩省，该省份为法国东北部内陆省份，北起阿登省，西北接埃纳省，西南接塞纳-马恩省，南至奥布省，东南接上马恩省，东临默兹省。
与绍米济接壤的市镇（或旧市镇、城区）包括：布利尼、贝尔瓦勒苏沙蒂永、布伊、尚布雷西、尚普拉和布雅库尔、库尔马、弗勒里拉里维耶尔、马尔福、楠特伊拉福雷、拉讷维尔欧拉里、普尔西。

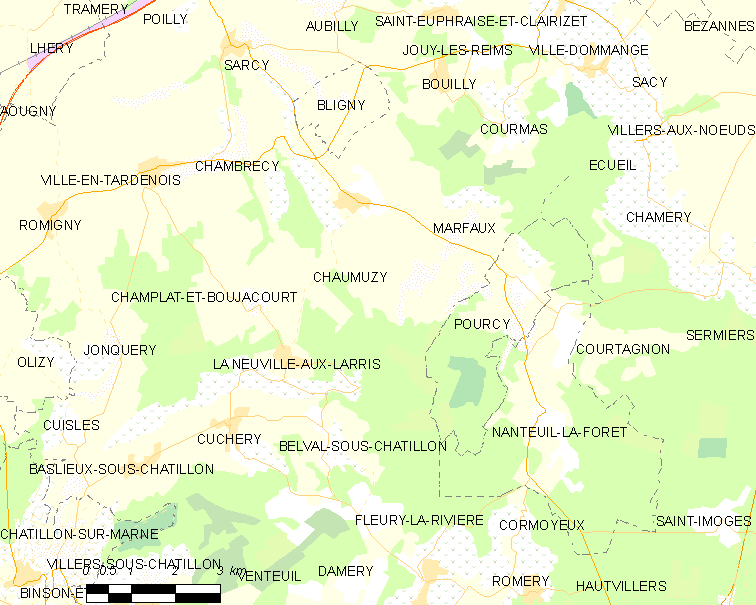
绍米济的OSM定位图

绍米济的时区为UTC+01:00、UTC+02:00（夏令时）。

## 行政
绍米济的邮政编码为51170，INSEE市镇编码为51140。

## 政治
绍米济所属的省级选区为多尔芒-香槟景县。

## 人口

1962-2008年间绍米济人口变化图示

绍米济于2022年1月1日时的人口数量为348人。